# 地球防衛軍
地球防衛軍（ちきゅうぼうえいぐん）とは、フィクション作品において地球および地球人類を外敵から守ることを目的とする、架空の軍隊。
似た名前の組織として地球連邦軍や地球連合軍が挙げられるが、「連邦軍」や「連合軍」は時として同じ人類（主に宇宙移民者。自治権や連邦からの独立許可を要求して武力を用いた解放闘争を行う）と戦うことがあるのに対し、「防衛軍」の敵は主に地球外生命体や怪獣である。
書籍『東宝編 日本特撮映画図鑑』では、映画『地球防衛軍』（1957年）から名前のみ独り歩きしていると記述している。

## 地球防衛軍の登場する作品

### メディアミックス作品

#### ウルトラシリーズ
- ウルトラセブン - 特撮テレビドラマ。略称はTDF（Terrestrial Defense Force）。ウルトラ警備隊の上部組織。
- 帰ってきたウルトラマン - 特撮テレビドラマ。「地球防衛庁」とも呼ばれる。MATの上部組織。
- ウルトラマンA - 特撮テレビドラマ。第1話冒頭でベロクロンを迎撃するため戦闘機隊が登場するも全滅し、以後登場しない。
- ザ☆ウルトラマン - テレビアニメ。科学警備隊の上部組織。
- ウルトラマン80 - 特撮テレビドラマ。略称はUNDA（United Nations Defence Army）。UGMの上部組織。
- ウルトラマンネオス（パイロット版） - パイロットフィルム。略称はGSG。
- ウルトラマンティガ - 特撮テレビドラマ。略称はUNDF。作中ではすでに解体されており、代わりに地球平和連合TPCが設立されている。
- ウルトラマン怪獣伝説 40年目の真実 - オリジナルビデオ。科学特捜隊を吸収している。
- ウルトラマンデュアル2 - 小説。
- ウルトラマンR/B - 特撮テレビドラマ。チェレーザが「AZ計画」内で進めていたプランの中に「地球防衛軍」が存在する。
- ウルトラマンZ - 特撮テレビドラマ。略称はGAF（Global Allied Forces）。ストレイジの上部組織。

##### ウルトラシリーズのパロディ
- 帰ってきたウルトラマン マットアロー1号発進命令 - 特撮映画。「地球防衛機構」とも呼ばれる。略称はTDO。MATの上部組織。

#### ゴジラシリーズ
- ゴジラ FINAL WARS - 特撮映画。略称はEDF（Earth Defence Force）。東宝特撮映画の怪獣対策組織#地球防衛軍を参照。
- ゴジラ 怪獣大進撃 - ゲーム。

#### その他
- 宇宙戦艦ヤマト - テレビアニメ（後にメディアミックス化）。地球防衛軍 (宇宙戦艦ヤマト)を参照。実写映画『SPACE BATTLESHIP ヤマト』での略称はUNSA（United Nations of Space Administration）。
- 機動警察パトレイバー - 漫画（テレビアニメと同時進行、登場は漫画）。過激な環境テロ組織の名称として「地球防衛軍」が登場する。OVAには「地球防衛隊独立愚連隊」が登場。
- 県立地球防衛軍 - 漫画（後にテレビアニメ化）。
- 本格科学冒険漫画 20世紀少年 - 漫画（後に実写映画化）。略称はTDF。
- 無尽合体キサラギ - テレビアニメの作中作（後にメディアミックス化）。

### 特撮
- 地球防衛軍 - 英語名称は「Defense Force of Earth」。
- 続スーパージャイアンツ 宇宙艇と人工衛星の激突
- ジャイアントロボ
- ガメラ対深海怪獣ジグラ
- ミラーマン
- スーパーロボット レッドバロン - 『宇宙鉄面党』編におけるSSIの上部組織。
- 宇宙鉄人キョーダイン
- 鳥人戦隊ジェットマン - 正式名は「地球防衛軍スカイフォース」。
- 仮面ライダーBLACK RX
- セーラーファイト!
- Kawaii! JeNny
- ギララの逆襲/洞爺湖サミット危機一発 - 略称はTDF。
- 地球防衛ガールズP9 - P9の上部組織。
- 地球防衛未亡人 - 日本支部の略称はJAP（Japan Aid Party）。
- TAROMAN 岡本太郎式特撮活劇 - 略称はCBG。
- キャプテン・スカーレット
- 地球防衛軍テラホークス
- バトルフィールド

### アニメ
- レインボー戦隊ロビン
- 科学忍者隊ガッチャマンII
- 遊星仮面
- 黄金バット - 「世界防衛軍」とも。
- 合身戦隊メカンダーロボ
- 無敵ロボ トライダーG7
- 超電磁マシーン ボルテスV
- 闘将ダイモス
- プロジェクトA子
- 戦え!!イクサー1 - 「防衛連合軍」とも。
- DETONATORオーガン - E.D.F（エディフィ）の名前で登場する。
- コンクリート・レボルティオ〜超人幻想〜 - 略称はDFE（Defense Force of Earth）。
- 地上最強のエキスパートチーム G.I.ジョー - 原語（英語）版での名称はEDC（Earth Defence Command）。
- トランスフォーマーシリーズ - 『2010』『バイナルテック』ではサイバトロンの味方として、『キスぷれ』では敵として登場している。上記作品のEDCと同一の組織。
- デクスターズラボ - 「地球防衛軍」または「地球防衛隊」の名で、スーパーモンキー（Dial "M" for Monkey）のストーリー内に登場する。スーパーヒーローのジャスティスフレンズ（The Justice Friends）とも協力関係がある。

### 漫画
- 鉄腕アトム「ロボイドの巻」
- スペースキャリア レッドホークシリーズ - 正式名は「地球防衛軍スターチェイサー」。
- おまかせ!ピース電器店
- 岸和田博士の科学的愛情 - 「私設地球防衛軍」という右翼団体が登場。
- 中空知防衛軍
- 三丁目防衛軍
- ワイルドマウンテン
- この世を花にするために - 原作：松本ドリル研究所。略称はEDF。
- 県立地球防衛軍

### 小説
- 地球防衛軍（英語版） - フィリップ・K・ディックの短編小説。「地球防衛軍」となっているのはタイトルのみで、作中にその名を冠した軍事組織は登場しない。
- 虎よ、虎よ! - 他作品の地球防衛軍とは異なり、人類同士の宇宙戦争が恒常化した時代における「地球近傍を守備する部隊」である。
- 日本子ども遊撃隊 - 日本子ども遊撃隊の上部組織。
- ビッグ・ウォーズ
- 地球連邦の興亡 - 地球連邦軍の下部組織であり、他の植民星系における星系防衛軍に相当する。略称はTDF。
- イリヤの空、UFOの夏 - 「地球防衛軍」の名は登場人物の台詞に出たもので、その台詞が指す組織の正式名称が「地球防衛軍」であるかは不明。

### 映画
- みんな〜やってるか! - 終盤に登場。巨大なハエ叩きでスタジアムに現れた巨大ハエを倒した。複数の街頭宣伝用トラックを所有している。

### ゲーム
- 有限会社地球防衛隊 - 略称はGEO。
- 地球防衛軍シリーズ - 英称はEDF（Earth Defense Force）。
  - THE 地球防衛軍
  - THE 地球防衛軍2
  - 地球防衛軍3 - 「連合地球軍」とも。
  - EARTH DEFENSE FORCE: INSECT ARMAGEDDON
  - 地球防衛軍4 - 「連合地球軍」とも。
  - 地球防衛軍4.1 THE SHADOW OF NEW DESPAIR - 「連合地球軍」とも。
  - 地球防衛軍5 - 「全地球防衛機構軍」とも。
  - 地球防衛軍6 - 「全地球防衛機構軍」とも。
  - EARTH DEFENSE FORCE: IRON RAIN
- 地球防衛軍 (アートディンク) - 英称はESDF（Earth Self Defense Force）。
- クイズ地球防衛軍 - 英称はKIDS（Knownspace Invaders Defence Service）
- E.D.F. - 英称はタイトルと同様のE.D.F.（Earth Defense Force）。
- 新スーパーロボット大戦
- スーパーヒーロー作戦 - 略称はTDF。
- スーパー特撮大戦2001 - 略称はTDF。
- 重装皇女メタルプリンセス - 「私設地球防衛軍」が登場。
- ウルトラ魔法少女まなな
- 絶対地球防衛機メガラフター - 略称はEDF。
- Enemy Territory: Quake Wars - 略称はGDF。

### バラエティ番組
- 地球戦士フリルマン - 全員出席!笑うんだってば内の企画。科学と学習特捜隊の別名あるいは上部組織。
- ウルトラドン - ムイミダス内の企画。ウシトラ警備隊の上部組織。
- ウチムラセブン - ウッチャンナンチャンのやるならやらねば!内の企画。ウチムラ警備隊の上部組織。
- 電波少年的地球防衛軍 - 進ぬ!電波少年内の企画。
- 地球侵略!ダバダバ大戦
- 絶対に笑ってはいけない地球防衛軍24時 - ダウンタウンのガキの使いやあらへんで!!内の企画。正式名はGDFE（Gaasuu Kurobikari Defense Force of Earth、ガースー黒光り地球防衛軍）。

### その他
- マルサンのウルトラ怪獣シリーズ

## 類似の組織
ウルトラシリーズの防衛組織はウルトラシリーズ#地球防衛および怪事件処理チームを、国連管轄下という設定のものは国連軍#登場作品も参照。また、宇宙機関などが地球防衛軍と同様の任務を負っている場合もある。

### 特撮（類似の組織）
- 国連宇宙局・宇宙防衛軍（UNSF）：惑星大戦争
- Gフォース：平成ゴジラシリーズ
- Gガード：ゴジラアイランド
- 特別G対策本部（A.G.D.HQ）：ゴジラ×メガギラス G消滅作戦
- 特生自衛隊（JXSDF）：ゴジラ×メカゴジラ、ゴジラ×モスラ×メカゴジラ 東京SOS
- モナーク：モンスターバース
- 国連宇宙センター（UNSC）：ガンマー第3号 宇宙大作戦
- 地球人類自由平和連合アップル（APPLE）：戦え! マイティジャック（マイティジャックの上部組織）
- SGM：ミラーマン
- 地球科学特捜隊（SAF）：ファイヤーマン
- 地球パトロール隊（PAT）：ジャンボーグA
- D戦隊：恐竜大戦争アイゼンボーグ
- 宇宙環境保全局（SWORD）：生物彗星WoO
- 国際緊急出動隊スクランブル：マグマ大使
- ユニコーン機関：ジャイアントロボ
- 科学パトロール隊：サンダーマスク
- 侵略防衛軍（NIAS）：流星人間ゾーン
- 国際科学救助隊（KSS）：スーパーロボット マッハバロン
- 国際平和部隊：大鉄人17（レッドマフラー隊の別名または上部組織）
- 地球連邦軍：宇宙からのメッセージ
- LTDT：地球防衛少女イコちゃん
- AIT：鉄甲機ミカヅキ
- 対怪獣国際軍事機構（UNMCC）：SFX巨人伝説ライン（SAMの上部組織）
- ASSAULT：星間特捜アサルトマン、星間特捜アサルトライザー
- SDT：大日本人
- ハコダテ侵略対策防衛機構：ハコダテ観光ガイド イカール星人襲来中!
- TDRS：20世紀未来ロボット防衛隊テデロス
- SMAT：三大怪獣グルメ
- 特務隊：大怪獣のあとしまつ
- 惑星平和維持軍：巨大ヒーロー ヴィクトリアス（UDRの上部組織）
- イーグル：秘密戦隊ゴレンジャー（ゴレンジャーの上部組織）
- 地球平和守備隊：太陽戦隊サンバルカン（サンバルカンの上部組織）
- 地球守備隊：電撃戦隊チェンジマン（電撃戦隊の上部組織）
- 国際空軍（U.A.）：超力戦隊オーレンジャー（オーレンジャーの上部組織）
- ZECT：仮面ライダーカブト
- 地球防衛連合軍：ナショナルキッド
- スペクトラム：キャプテン・スカーレット
- 対エイリアン防衛機構最高司令部（SHADO）：謎の円盤UFO
- 世界防衛軍（GDF）：サンダーバード ARE GO
- 国際連合情報部（UNIT）：ドクター・フー
- 環太平洋防衛軍（PPDC）：パシフィック・リム
- 統合防衛軍（UDF）：オール・ユー・ニード・イズ・キル
- UMA特救隊（URT）：金甲戦士
- 科学調査隊（SAM）：五龍奇剣士（中国語版）

### アニメ（類似の組織）
- マルス：宇宙空母ブルーノア
- ブルーフィクサー（BFS）：宇宙戦士バルディオス
- 国際防衛組織（IDH）：新竹取物語 1000年女王
- 地球統合軍：マクロスシリーズ
- 地球防衛庁：トップをねらえ!（地球帝国宇宙軍の上部組織。『帰ってきたウルトラマン』にも同名の組織が登場している）
- 防衛隊：エルドランシリーズ
- 地球防衛機構軍：伝説の勇者ダ・ガーン
- NERV：新世紀エヴァンゲリオン
- 地球防衛勇者隊 / 宇宙防衛勇者隊（GGG）：勇者王ガオガイガー
- 国連安全保障軍（安保軍）：地球防衛企業ダイ・ガード
- GEAR：GEAR戦士電童
- フューネラル：アルジェントソーマ
- 最高天特区機動軍（TERRA）：ラーゼフォン
- 国連宇宙軍：ほしのこえ
- 地球統合政府軍（EFA）：超重神グラヴィオン
- アルヴィス：蒼穹のファフナー
- 迷宮機関：Project BLUE 地球SOS
- 統合人類軍：スカイガールズ（ソニックダイバー隊の上部組織）
- 連合軍：ストライクウィッチーズ（各統合戦闘航空団の上部組織。モデルは実在した連合軍）
- N.I.D.F.：キスダム -ENGAGE planet-
- 太陽系開発機構（ISDA）：ドラゴノーツ -ザ・レゾナンス-
- 惑星自衛軍連合（PDFA）：プランゼット
- S.O.N.G.：戦姫絶唱シンフォギア
- 連合防衛軍（UDF）：ビビッドレッド・オペレーション
- 全地球防衛軍（GDF）：銀河機攻隊 マジェスティックプリンス
- セフィロ・フィオーレ：幻影ヲ駆ケル太陽
- Globe：キャプテン・アース
- UFE：アルドノア・ゼロ
- 世界宇宙局（WSA） / 地球防衛隊：美少女遊戯ユニット クレーンゲール（副音声でオーディオコメンタリー番組「地球防衛隊って何するの？」を実施）
- 国際防衛隊：URAHARA
- 宇宙防衛軍：オーディーン 光子帆船スターライト、ダック・ドジャース

### 漫画（類似の組織）
- 地球防衛隊：ナンバー7
- 少年ロケット部隊（SRB）：少年ロケット部隊
- 地球科学隊：ゲゲゲの鬼太郎
- 宇宙科学防衛警備一応秘密武装怪奇とにかく怪獣やっつけ隊：ハイスクール!奇面組
- ペトロヴィッチ条約機構軍（PTO軍）：機神兵団
- 日本科学攻撃隊（SAMON）：空想科学大戦!
- 対地球外知性体特殊戦略本部（CUBE）：ミカるんX
- DOGOO：ノブナガン
- 地質災害研究機構（PLU）：バーサスアース
- 界境防衛機関ボーダー：ワールドトリガー
- 異常災害対策連合（異災連）：ジガ -ZIGA-
- 国際軌道監視組織（IOSS）：夜光雲のサリッサ
- 日本防衛隊：怪獣8号
- S.H.I.E.L.D.：マーベル・コミック

### 小説（類似の組織）
- 地球空軍：地球SOS
- 大国連軍：見知らぬ明日（作中の報道ではこれを「地球防衛軍」と報じている）
- 国連地球防衛機構：戦闘妖精・雪風（FAFの上部組織）
- 全世界人類防衛機構（WWSA）：魔界水滸伝
- 太陽系宇宙軍（SCF）：妖精作戦
- 人類最終防衛軍（FF）：二重螺旋の悪魔
- 救世軍：E.G.コンバット
- 国連宇宙軍（UNSF）：ほしからきたもの。
- ヴァルキュリア国連騎兵隊（UNCOV）：ヴァルキュリアの機甲
- 統合防疫軍：All You Need Is Kill
- 国連宇宙防衛軍（UNSDF）：太陽の簒奪者
- 遡行軍（アップストリーマー）：時砂の王
- 地球統合軍：宇宙戦争1941シリーズ
- 地球撲滅軍：伝説シリーズ
- 対異界連合（AAA）：銀弾の銃剣姫
- アスガル：銃皇無尽のファフニール
- 戦闘機少女管理機構（FGAF）：戦闘機少女クロニクル
- 星岸警備隊：放課後地球防衛軍
- ウィルマース・ファウンデーション：クトゥルフ神話
- 国連探検軍（UNEF）：終りなき戦い
- 国際艦隊（IF）：エンダーのゲーム
- コロニー防衛軍（CDF）：老人と宇宙（英語版）
- 国連惑星防衛理事会（PDC）：三体シリーズ

### ゲーム（類似の組織）
- 防衛軍：ゼビウスシリーズ
- 対地球外防衛機構：メガブラスト
- ストライカーズ：ストライカーズ1945シリーズ
- 世界連合軍：雷電シリーズ
- 地球防衛隊：大怪獣デブラス
- 国連総合科学アカデミー（UNSA）：ガメラ2000
- 国際防衛組織（HUMA）：AZITOシリーズ
- 地球防衛隊（BIT）：超鋼戦紀キカイオー
- 地球防衛隊：70年代風ロボットアニメ ゲッP-X
- 地球防衛機構イージス（A.E.G.I.S）：ゲートキーパーズ
- スピリッツ：創世聖紀デヴァダシー
- 宇宙調査機構（SIDO）：スーパー特撮大戦2001
- SDF：ボーダーダウン
- 地球防衛同盟軍（E.D.A.F.）：エアフォースデルタ ブルーウィングナイツ
- DAKT：ジオグラマトン
- AAA：THE 宇宙大戦争
- 対サル地球防衛戦線：サルゲッチュ ミリオンモンキーズ
- 国際平和維持機構（UPC）：CATCH THE SKY～地球SOS～
- カルデア：スマガ
- T3防衛隊：TANK!TANK!TANK!
- UEF：ブラック★ロックシューター THE GAME（PSSの上部組織）
- フェンリル：ゴッドイーターシリーズ
- アクアポリス自衛軍（ASDF）：創世奇譚アエリアル
- 防衛宇宙局（DDSS.）：怪獣が出る金曜日
- GCG：ガイストクラッシャー
- 国際保護防衛軍：雷電V
- Global Defense Initiative（GDI）：Command & Conquer（ティベリウム）シリーズ（正式な日本語訳は存在しないが、敢えて意訳すると「国際防衛条約機構」）

### その他（類似の組織）
- 日本宇宙開発局（JSDO）：ミドリSFシリーズ（緑商会のプラモデル）
- 宇宙防衛軍：宇宙防衛軍
- ダイアクロン：ダイアクロン（「地球防衛隊」とも）
- SFG：スパイラルゾーン
- 近畿防衛軍（KBA）：ダウンタウンのごっつええ感じ
- 町内防衛隊：町内防衛隊RPG 空想科学MAGIUS
- S.U.P.：すごい科学で守ります!
- 地球防衛条約機構（EDPIA）：とらぶるエイリアンず
- 怪獣特捜隊：シャキーン!
- 地球防衛機構：フレームアームズ
- グランゼーラ防衛軍：グランゼーラのエイプリルフールおよびPS Homeイベント
- アンチ宇宙怪獣特殊部隊（A.U.部隊）：宇宙怪獣からの脱出
- GARDEN：ガーデンオーダー
- 柴田地球防衛隊：柴田地球防衛隊〜地球を守るのは僕らだ〜
- サイフォース：第1話
- 世界不明事象監視団（G.U.E.K.）：シン・ジャパン・ヒーローズ・アミューズメントワールド
- 財団：SCP財団